# Andrés Bobenrieth
Andrés Bobenrieth Miserda (5 de enero de 1965, Chuquicamata) es un filósofo y abogado chileno. Es especialista en lógica paraconsistente, teoría de la racionalidad y filosofía del derecho. 

## Biografía
Es doctor en Filosofía por la Universidad de Leeds (Inglaterra). Ha realizado estadías académicas en la Universidad de Oxford y la Universidad de Salamanca. Actualmente es profesor titular del Instituto de Filosofía de la Universidad de Valparaíso, ostentando la cátedra de filosofía de la lógica y siendo Director del Programa de Magíster en Filosofía. Es, además, profesor asociado de la Facultad de Derecho de la Universidad de Chile.
Obtuvo el Premio Nacional de Cultura en Colombia con el libro Inconsistencias, ¿Por qué no? Un estudio filosófico sobre la lógica paraconsistente (1996). Ha publicado en revistas como Logique et Analyse y History and Philosophy of Logic. Sus obras han sido reseñadas por Fernando Zalamea y también en The Bulletin of Symbolic Logic.
Es miembro del comité organizador de las Jornadas Rolando Chuaqui Kettlun desde 2004. Es miembro fundador, en 2009, de la Asociación Chilena de Filosofía (ACHIF), en la cual ha ejercido varias funciones, en especial en relación con las cinco versiones del Congreso Nacional de Filosofía. Es miembro de la Directiva de la Asociación de Filosofía e Historia de la Ciencia del Cono Sur (AFHIC) desde 2010. En 2020, durante el proceso constituyente llevado a cabo en Chile, fue candidato por el Cabildo de Plaza Pedro de Valdivia.
Algunas de las figuras intelectuales que más han influenciado los trabajos de Bobenrieth son Aristóteles, Georg Wilhelm Friedrich Hegel, Jan Łukasiewicz, Nikolái Vasíliev, Emil Post, Bertrand Russell, Alfred North Whitehead, David Hilbert, Clarence Irving Lewis, Karl Popper, Harold Jeffreys, Luitzen Egbertus Jan Brouwer, Andréi Kolmogórov, Arend Heyting, Paul Bernays, Ingebrigt Johansson, Newton da Costa, Ayda Ignez Arruda, Florencio González Asenjo, Richard Sylvan, Robert Kenneth Meyer, Robert G. Wolf, Willard Van Orman Quine, Mario Bunge, Francisco Miró-Quesada Cantuarias y Nicholas Rescher.

## Selección de publicaciones

### Libros
- Bobenrieth Miserda, A. (1996). Inconsistencias, ¿Por qué no? Un estudio filosófico sobre la lógica paraconsistente. Colcultura.

### Capítulos de libros
- Bobenrieth Miserda, A. (2007). Paraconsistency and the Consistency or Inconsistency of the World. In J.-Y. Béziau, W. Carnielli, & G. Dov (Eds.), Handbook of Paraconsistency (pp. 493-512). College Publications.
- Bobenrieth, A. (2015). Reflexiones en torno al quehacer "investigativo" en filosofía en América Latina. En J. Budrovich Sáez, & R. López Orellana (Edits.), Estudios y preludios. Contribuciones a la filosofía desde Valparaíso (págs. 123-142). Valparaíso, Chile: Universidad de Valparaíso.
- Bobenrieth Miserda, A. (2017). The Many Faces of Inconsistency. In J.-Y. Béziau, & G. Basti (Eds.), Thought, The Square of Opposition. A Cornerstone of Thought (pp. 145-167). Springer International Publishing Switzerland. https://doi.org/10.1007/978-3-319-45062-9

### Artículos
- Bobenrieth, A. (1989). Responsabilidad Objetiva: salto valorativo en el proceso autocomprehensivo del derecho. Revista de Derecho Privado(5), 13-100. https://repositorio.uniandes.edu.co/entities/publication/0bff228b-eded-4f1a-8336-6c0b2d606737
- Bobenrieth Miserda, A. (2010). The Origins of the Use of the Argument of Trivialization in the Twentieth Century. History and Philosophy of Logic, 31(2), 111-121. https://doi.org/10.1080/01445340903340033
- Bobenrieth Miserda, A. (2015). Reflexiones en torno al quehacer “investigativo” en filosofía en América Latina. Temas de Filosofía. Coleção XVI Encontro ANPOF, 9-29. https://anpof.org.br/wlib/arqs/publicacoes/22.pdf#page=9
- Orellana Benado, M. E., Bobenrieth Miserda, A., & Verdugo, C. (1998). Metaphilosophical Pluralism and Paraconsistency. From Orientative to Multi-level Pluralism. The Paideia Archive: Twentieth World Congress of Philosophy, 8, 30-37. https://doi.org/10.5840/wcp20-paideia19988177